# Bataille du confluent
La bataille du confluent est une bataille s'étant déroulée en 121 av. J.-C., opposant les troupes alliées des peuples arverne et allobroge aux légions romaines du consul Q. Fabius Maximus. Les Arvernes étaient menées par le roi Bituitos selon Tite-Live (Épitomé, 61).
Le combat est gagné par les troupes romaines et permet ainsi à Rome d'annexer le Sud de la Gaule, depuis la côte méditerranéenne jusqu'au cours moyen du Rhône (121 av. J.-C.), donnant ainsi naissance à la Provincia Romana ou Narbonnaise.

## Contexte
À l'appel de la ville alliée de Massalia, Rome est intervenue en Gaule contre les Salyens, cette tribu gauloise occupant l'espace des Bouches-du-Rhône actuelles. Mais leurs chefs se réfugient chez les Allobroges, occupant l'actuel Dauphiné. Ceux-ci refusent de livrer les fugitifs. Rome entre alors en guerre contre les Allobroges et leurs alliés Arvernes.

## Prémices

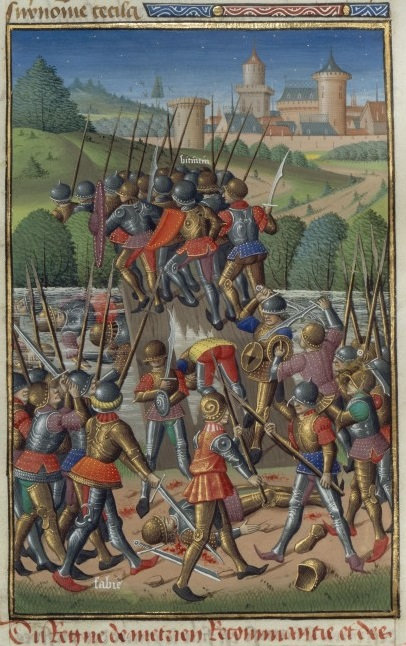
Fuite de Bituit devant Fabius, miniature médiévale issue du Speculum historiale de Vincent de Beauvais. XIVe siècle, BnF.

Domitius Ahenobarbus s'est d'abord heurté victorieusement aux seuls Allobroges « ad oppidum Vindalium » selon Tite-Live  (122 av. J.-C.). Ce lieu doit être recherché au nord de la Durance, près du confluent de la Sorgue.
Une seconde bataille va opposer les forces gauloises aux Romains de Quintus Fabius Maximus Aemilius l'année suivante (121), plus au nord près du confluent de l'Isère. Le lieu (voir ci-dessous) est souvent situé dans la plaine entre Pont-de-l'Isère et le village de Chanos-Curson, au carrefour des Sept Chemins.

## Déroulement
Les sources romaines décrivant la mise en place des troupes renvoient au chiffre de 200 000 hommes pour les deux peuples celtes alliés et 30 000 soldats, dont de nombreux vétérans, dans le camp romain.
Après avoir traversé le fleuve, les Gaulois sont bousculés par les troupes romaines et leur logistique inédite, par les alliés celtes, ainsi que par les éléphants. Leur débâcle est renforcée par l'effondrement du pont de bateaux ayant servi à traverser le cours d'eau. Le roi Bituitos sonne la retraite et seulement 50 000 hommes réussissent à franchir le fleuve, à côté d'un grand nombre de leurs frères d'armes qui se noient à la suite de l'effondrement du pont et talonnés par les Romains.[réf. à confirmer]
Les chiffres donnés par les auteurs latins sont démesurés et manifestement exagérés, ils oscilleraient entre 120 000 et 150 000 morts du côté gaulois. Il faut néanmoins noter que si les chiffres avancées par les scribes romains peuvent être sujets à caution, il n'en demeure pas moins que la bataille en question montre l'importance des troupes celtes, constituées de conscrits enrôlés en masse en cas de guerre.

## Lieu de la bataille
Le champ de bataille est situé par Strabon, « au point de jonction de l'Isar, du Rhône et du mont Cemmène », le dernier désigne sans doute le Massif central, et plus précisément son contrefort Est.

## Conséquences
À la suite de cette bataille, le roi Bituitos et son fils Congonnetiacos sont faits prisonniers et fixés à résidence à Albe, en Italie, pour éviter un retour dans leur terre.

« Comme le roi lui-même s'était rendu à Rome pour donner réparation au Sénat, on l'envoya à Albe pour être détenu, parce qu'il semblait contraire à la paix de le renvoyer en Gaule. On décida aussi d'arrêter son fils Congonnetiacus [...]. »

— Tite-Live, Histoire romaine ; Livre 61
Cette défaite des Gaulois est décisive pour la domination de Rome dans le sud-est de la Gaule transalpine. Le territoire allobroge, notamment les régions de Vienne et Grenoble, est annexé. Pour cette victoire, Fabius Maximus recevra le surnom de Allobrogicus.
La conquête de cette partie de la Gaule préfigure la création de la province de Narbonnaise.

## Les trophées
Plusieurs auteurs antiques parlent de l'érection en territoire ennemi de trophées militaires romains, bornes décorées d'armes prises à l'ennemi. Il s'agit d'une tradition nouvelle, d'inspiration hellénique, destinée à frapper les esprits des vaincus. Ces monuments furent élevés, selon Florus et Strabon, au lieu même de la bataille. Pour Florus ils consistent en de simples tours de pierre, alors que Strabon signale un ensemble monumental composé d'un trophée de marbre blanc et de temples à Mars et Héraclès (Hercule),.

## Sources
- Orose, Hist. V, 13, 2
- (grc) Strabon, Géographie, 7 av. J.-C., livre IV, chapitre 1, section 11
- Pline, H.N., VII, 166
- Tite Live, Periochae, 61.